# 山本信博
山本 信博（やまもと のぶひろ、1977年11月12日 - ）は、日本のプロダーツプレイヤー。大阪府出身。身長182cm、血液型はB型、利き腕は右。2009年にプロ資格取得。一般社団法人PERFECT所属。

## 主な戦績
※全てPERFECTでのもの。
※2020年、2021年は新型コロナウイルスの影響により1 - 2戦の開催にとどまったため記録対象外。
| 年     | 参戦数 | 獲得P | 年間総合 | 主な戦績（ベスト4以上）                                                                              |
| ------ | ------ | ----- | -------- | --- |
| 2009年 | 6      | 93    | 34位     | 第4戦福岡大会3位タイ                                                                                 |
| 2010年 | 7      | 139   | 26位     | なし                                                                                                 |
| 2011年 | 11     | 141   | 26位     | なし                                                                                                 |
| 2012年 | 17     | 785   | 2位      | 第5戦愛媛大会優勝、第6戦新潟大会優勝、第9戦仙台大会優勝、第12戦沖縄大会優勝、最終戦千葉大会優勝 など |
| 2013年 | 21     | 648   | 4位      | 第5戦山形大会優勝、第18戦横浜大会優勝、第8戦愛媛大会準優勝 など                                      |
| 2014年 | 18     | 594   | 3位      | 第3戦神戸大会優勝、第8戦名古屋大会準優勝、第2戦北九州大会3位タイ など                                |
| 2015年 | 17     | 417   | 8位      | 第3戦札幌大会準優勝、第6戦仙台大会3位タイ                                                            |
| 2016年 | 19     | 325   | 28位     | なし                                                                                                 |
| 2017年 | 31     | 944   | 23位     | 第17戦東京大会3位タイ                                                                                |
| 2018年 | 22     | 1012  | 17位     | 第9戦福岡大会準優勝                                                                                  |
| 2019年 | 26     | 1234  | 13位     | 第11戦沖縄大会優勝                                                                                   |

## その他
- DVD『DARTS CREATORS 〜4人のトッププレイヤーを徹底分析。〜』（2013年、TRiNiDAD） - 2012年のダーツプロトーナメントPERFECTで年間ランキング上位4名TRiNiDADプレーヤー（浅田斉吾、山田勇樹、松本恵、山本）が出演。プレイスタイルなどを映像化。
- ダーツ用品ブランド「DYNASTY」と契約を結んでおり、"山本信博モデル"のアイテムがリリースされている[1]。